# Erythria himalayana
Erythria himalayana är en insektsart som beskrevs av Irena Dworakowska 1977. Erythria himalayana ingår i släktet Erythria och familjen dvärgstritar.
Artens utbredningsområde är Pakistan. Inga underarter finns listade i Catalogue of Life.